# Antonín Machát
Antonín Machát (5. listopadu 1880 Lomnička – 26. února 1967 Praha) byl český a československý vydavatel, aktivista české menšiny ve Vídni, politik Československé sociální demokracie a po přesídlení do ČSR po roce 1945 poslanec Prozatímního Národního shromáždění.

## Biografie
Působil jako organizátor české menšiny ve Vídni, tiskař a publicista. Vydával edici Lidová knihovna vídeňská. V roce 1918 navrhl přičlenění Vídně a části Dolních Rakous k Československu. Záměr byl odmítnut na mírové konferenci. Machát se v roce 1927 stal poslancem vídeňského zemského sněmu za sociální demokraty. Po druhé světové válce přesídlil do Československa.
V letech 1945–1946 byl poslancem Prozatímního Národního shromáždění za ČSSD. V parlamentu setrval do parlamentních voleb v roce 1946.